# منتخب جمهورية الدومينيكان لاتحاد الرغبي
منتخب جمهورية الدومينيكان لاتحاد الرغبي هو ممثل جمهورية الدومينيكان الرسمي في المنافسات الدولية في اتحاد الرغبي
.